# Cveto Zorko
Cveto Zorko, slovenski častnik in veteran vojne za Slovenijo.

## Vojaška kariera
- poveljnik kontingenta Slovenske vojske na Flying Arrow 2002 (2002)
- namestnik poveljnika, 1. brigada Slovenske vojske (2002)
- poveljnik 3. odreda, 1. specialne brigade MORIS (1991)

## Odlikovanja
- medalja za hrabrost (26. december 1991)
- spominski znak Obranili domovino 1991